# Bodzás
Bodzás (szlovákul: Bžany) község Szlovákiában, az Eperjesi kerület Sztropkói járásában.

## Fekvése
Sztropkótól 14 km-re délre, az Ondava-víztározó északnyugati partján fekszik.

## Története
A falu 1365 körül keletkezhetett. 1372-ben „Bospataka” néven említik először, Csicsva várának uradalmához tartozott. Mai magyar nevén a 15. század közepén említik először „Bozyas” alakban. 1493-ban mindössze 5 háztartás volt a településen. A ruszin betelepítések következtében a 16.–17. században a csicsvai uradalom ruszin falvai közé tartozott. 1600-ban négy jobbágyház és egy soltészház állt a faluban, a század folyamán azonban a lakosság száma emelkedett. A kuruc harcokban a lakosságszám ismét visszaesett. 1715-ben 9, 1720-ban 10 jobbágy háztartást említenek itt. Lakói erdei munkákkal, szénégetéssel, fuvarozással foglalkoztak.
A 18. század végén Vályi András így ír róla: „BODZÁS. Bzane. Orosz falu Zemplén Vármegyében, földes Ura Gróf Barkóczy Uraság, Ondova partyán fekszik a’ Varonnói járásban, határbéli földgye hasonló alsó Ozsvához, középszerű vagyonnyaihoz képest, második Osztálybéli.”
A 18.–19. században a Barkóczy és Szirmay családok birtoka.
Fényes Elek 1851-ben kiadott geográfiai szótárában így ír a faluról: „Bodzás, orosz falu, Zemplén vármegyében, Turány fiókja: 3 r., 230 g. kath., 5 zsidó lak., 739 h. szántófölddel, vízimalommal az Ondava vizén. F. u. b. Barkóczy, Szirmay, Szulovszky. Ut. p. Orlik.”
Borovszky Samu monográfiasorozatának Zemplén vármegyét tárgyaló része szerint: „Bodzás, Sáros vármegye határán fekvő tót kisközség, melyben 34 ház és 193 gör. kath. vallású lakos van. Postája és távírója Kelecse és vasúti állomása Varannó. Már a tatárjárás után említik Bozzas néven; 1270-től Ratiszló orosz herczeg birtoka. A XVI. század közepén Csicsva várának tartozéka volt s annak sorsában osztozott. A XVIII. század végén a báró Barkóczy, a Szirmay és a Szulyovszky családok voltak az urai. Most nincs nagyobb birtokosa. Gör.-kath. temploma 1825-ben épült.”
1920 előtt Zemplén vármegye Sztropkói járásához tartozott.

## Népessége
| Év:            | 1994. | 2004.    | 2014.   | 2024.    |
| -------------- | ----- | -------- | ------- | -------- |
| Emberek száma: | 144   | 172      | 168     | 223      |
| Eltérés:       |       | +19,44 % | -2,32 % | +32,73 % |

| Év:            | 2023. | 2024.   |
| -------------- | ----- | ------- |
| Emberek száma: | 229   | 223     |
| Eltérés:       |       | -2,62 % |

1869-ben 32 háza volt 239 lakossal.
1910-ben 195, túlnyomórészt szlovák anyanyelvű lakosa volt.
2001-ben 175 lakosából 163 szlovák és 11 ruszin volt.
2011-ben 164 lakosából 133 szlovák és 12 cigány volt.

## Nevezetességei
- Szent Miklós tiszteletére szentelt görögkatolikus temploma 1825-ben épült.
- Külterületének nagy részén ma az Ondava-víztározó vize hullámzik.